# Anoul Bouwman

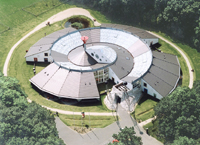
Villa Pardoes

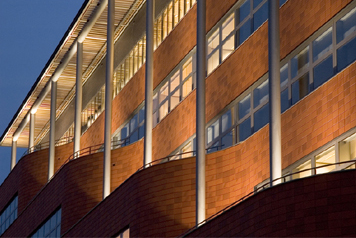

Anoul Bouwman (Zetten, 3 november 1966) is een Nederlandse architect.

## Werk
Anoul Bouwman is na een studie bouwkunde aan de universiteit van Delft gaan werken voor het architectenbureau GDA van Gunnar Daan. Hier heeft hij samengewerkt met Doeke van Wieren en Haico Meijer. Dit bureau is tegenwoordig overgegaan op Doeke van Wieren en Bauke Tuinstra waarmee Anoul Bouwman in Delft was afgestudeerd. 
Na GDA ging Anoul Bouwman werken bij Olthoff en Lerou in 's-Hertogenbosch wat later Alynia-Lerou  ging heten. In deze periode is zijn meest bekende werk gerealiseerd; "Villa Pardoes" bij het Efteling park te Kaatsheuvel.
Vanaf 2001 heeft Anoul Bouwman een architectenbureau samen met Sietse Visser genaamd "Visser en Bouwman" gevestigd in 's-Hertogenbosch.